# Kerlon
Kerlon Moura Souza (Ipatinga, 27 gennaio 1988) è un ex calciatore brasiliano.

## Caratteristiche tecniche
Viene soprannominato "Foquinha" (piccola foca in portoghese) perché capace di spettacolari numeri come i palleggi con la testa, alla stregua degli animali da circo. Molto abile nel dribbling, spesso è stato oggetto di falli e interventi scomposti da parte dei suoi marcatori, irritati dalla facilità con cui li saltava. Questo fattore, sommato ad una certa predisposizione per gli infortuni, lo ha costretto spesso a lunghi periodi di assenza dal campo da gioco.

## Carriera

### Club
Stella delle giovanili del Cruzeiro, ha esordito nel Campionato brasiliano nel 2005. Nel 2007 riceve una spallata in faccia dal difensore dell'Atlético Mineiro Dyego Coelho dopo averlo saltato col numero della foca, e ne nacque una rissa; Coelho fu squalificato per 10 giornate, poi ridotte a 5. In quattro anni di militanza, intervallati da numerosi infortuni, ha collezionato 26 presenze. Nel febbraio 2008 è stato operato per la ricostruzione dei legamenti crociati dal medico di fiducia dell'Inter, il professor Benazzo.
Il 1º settembre 2008, al termine della sessione di mercato, viene acquistato a titolo definitivo dal Chievo, in seguito ad un'operazione simile a quella di Obinna, coinvolgente quindi anche l'Inter. Esordisce in Serie A il 29 ottobre in Chievo-Lazio (1-2), entrando nella ripresa. La seconda partita giocata è stata contro la Sampdoria entrando nei minuti finali. Raccoglierà altri due spezzoni di gara, per un totale di 4 presenze.
Il 7 luglio 2009, svincolatosi dal Chievo, viene tesserato dall'Inter, che gli fa firmare un contratto triennale. Il 31 agosto viene ceduto in prestito alla formazione olandese dell'Ajax la quale lo inserisce nella Jong Ajax, formazione giovanile del club di Amsterdam. Il 13 novembre 2009, durante una sessione d'allenamento, subisce l'ennesimo grave infortunio al ginocchio sinistro; i tempi di recupero dalla conseguente operazione, svoltasi in Italia, vengono stimati in almeno sei mesi. Il 14 luglio 2010, pochi giorni dopo il suo rientro all'Inter, subisce un altro infortunio che lo costringerà a sottoporsi ad un nuovo intervento chirurgico.
Il 26 gennaio 2011 viene annunciato il suo trasferimento in prestito al Paraná, formazione di Curitiba impegnata nel campionato di Série B. Dopo appena cinque mesi la società rescinde il contratto con il giocatore; il direttore sportivo del Paraná, Paulo César Silva, ha spiegato così il motivo di questa prematura separazione: "Kerlon ci ha incontrati ed abbiamo deciso di non continuare assieme, in particolare per le lesioni che ha subito in passato e che ne condizionano il rendimento". Il 21 luglio 2011 passa in prestito al Nacional, squadra di Minas Gerais, uno Stato del Brasile. In seguito, al termine del suo contratto con l'Inter, si trasferisce definitivamente al Nacional.
Nell'estate 2012 si unisce al Fujieda, club militante nella Japan Football League, terza divisione del campionato giapponese. Con la squadra giapponese gioca due stagioni collezionando 7 presenze e 3 reti nella prima e 14 presenze con 6 reti nella seconda. Al termine del 2013 il suo contratto non viene rinnovato e il giocatore torna il Brasile per sottoporsi ad un nuovo intervento chirurgico al ginocchio.
Il 13 marzo 2015 Kerlon firma un contratto con i Miami Dade FC squadra della National Adult League (NAL), la quarta divisione americana. Il successivo 25 agosto trova un accordo, da svincolato, con la squadra maltese dello Sliema Wanderers. Nel gennaio del 2016 dopo aver segnato 2 reti in 9 presenze nella massima serie maltese si trasferisce ai brasiliani del Villa Nova, per giocare nel Campionato Mineiro, nel quale disputa 3 incontri. Nell'estate del 2016 si trasferisce allo Spartak Trnava, nella prima divisione slovacca, ed il 20 ottobre 2017, dopo 4 partite giocate nel club, annuncia il suo ritiro dal calcio giocato a causa dei troppi infortuni.

### Nazionale
Nel 2005 è sceso in campo con la maglia della Nazionale al campionato Sudamericano Under-17 mettendosi in evidenza e vincendo i premi di capocannoniere e miglior giocatore della competizione. In seguito ha vestito la maglia della Nazionale Under-20.

## Statistiche

### Presenze e reti nei club
Statistiche aggiornate al 19 aprile 2012.
| Stagione        | Squadra         | Campionato      | Campionato | Campionato | Coppe nazionali | Coppe nazionali | Coppe nazionali | Coppe continentali | Coppe continentali | Coppe continentali | Altre coppe | Altre coppe | Altre coppe | Totale | Totale |
| Stagione        | Squadra         | Comp            | Pres       | Reti       | Comp            | Pres            | Reti            | Comp               | Pres               | Reti               | Comp        | Pres        | Reti        | Pres   | Reti   |
| --------------- | --------------- | --------------- | ---------- | ---------- | --------------- | --------------- | --------------- | ------------------ | ------------------ | ------------------ | ----------- | ----------- | ----------- | ------ | ------ |
| 2005            | Cruzeiro        | M1/MG+A         | 0+5        | 0+0        | CB              | 0               | 0               | -                  | -                  | -                  | -           | -           | -           | 5+     | 0+     |
| 2006            | Cruzeiro        | M1/MG+A         | 0+12       | 0+1        | CB              | 0               | 0               | -                  | -                  | -                  | -           | -           | -           | 12+    | 1+     |
| 2007            | Cruzeiro        | M1/MG+A         | 0+10       | 0+0        | CB              | 0               | 0               | -                  | -                  | -                  | -           | -           | -           | 10+    | 0+     |
| 2008            | Cruzeiro        | M1/MG+A         | 0          | 0          | CB              | 0               | 0               | CL                 | 1                  | 0                  | -           | -           | -           | 1      | 0      |
| Totale Cruzeiro | Totale Cruzeiro | Totale Cruzeiro | 27+        | 1+         |                 | 0+              | 0+              |                    | 1                  | 0                  |             |             |             | 28+    | 1+     |
| 2008-2009       | ChievoVerona    | A               | 4          | 0          | CI              | 0               | 0               | -                  | -                  | -                  | -           | -           | -           | 4      | 0      |
| 2009-2010       | Jong Ajax       | BE              | 0          | 0          | CO              | 0               | 0               | -                  | -                  | -                  | -           | -           | -           | 0+     | 0+     |
| 2010-gen. 2011  | Inter           | A               | 0          | 0          | -               | -               | -               | -                  | -                  | -                  | -           | -           | -           | 0      | 0      |
| 2011            | Paraná          | A1/PR+B         | 3+2        | 0          | CB              | 0               | 0               | -                  | -                  | -                  | -           | -           | -           | 5      | 0      |
| 2012            | Nacional        | M1/MG           | 6          | 0          | CB              | 0               | 0               | -                  | -                  | -                  | -           | -           | -           | 6      | 0      |
| Totale carriera | Totale carriera | Totale carriera | 42+        | 1+         |                 | 0+              | 0+              |                    | 1                  | 0                  |             |             |             | 43+    | 1+     |

## Palmarès

### Club

#### Competizioni nazionali
- Campionato Mineiro: 1

Cruzeiro: 2006

### Nazionale
- Campionato sudamericano Under-17: 1

2005

### Individuale
- Capocannoniere del campionato sudamericano Under-17: 1

2005 (8 gol)
- Miglior giocatore del campionato sudamericano Under-17: 1

2005